# 格奧爾格一世 (符騰堡-蒙貝爾加德)
格奧爾格一世（德語：Georg I. von Württemberg-Mömpelgard，1498年2月4日—1558年7月17日），蒙貝爾加德伯爵，符騰堡的海因里希之子。

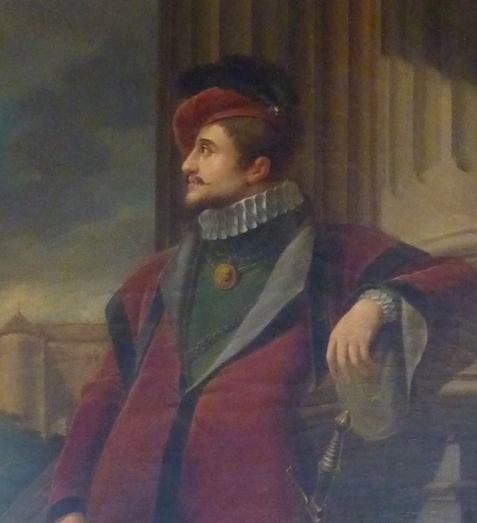

## 家庭
1555年，格奧爾格與黑森的芭芭拉結婚，兩人共有1子1女：
1. 腓特烈一世（1557年—1608年）
2. 克里斯蒂娜（1558年—1575年），早逝